# AN/TWQ-1 Avenger
O Avenger Air Defense System ("Sistema de Defesa Aérea Avenger"), designado AN/TWQ-1 sob o Sistema de Designação de Tipo Eletrônico Conjunto, é um sistema de míssil terra-ar autopropulsado dos Estados Unidos que fornece proteção antiaérea móvel de médio alcance para unidades terrestres contra mísseis de cruzeiro, veículos aéreos não tripulados, aviões de baixa altitude e helicópteros.
O Avenger foi inicialmente desenvolvido para as Forças Armadas dos Estados Unidos e seu principal usuário é o exército americano. Este sistema também é usado por outros ramos das forças armadas americanas (como o Corpo de Fuzileiros) e foi utilizado no Oriente Médio para defesa contra drones e mísseis balísticos. Em 2022, no contexto da Guerra Russo-Ucraniana, doze sistemas de lançadores Avenger foram exportados para o exército da Ucrânia sendo entregues até 2023.

## Fotos

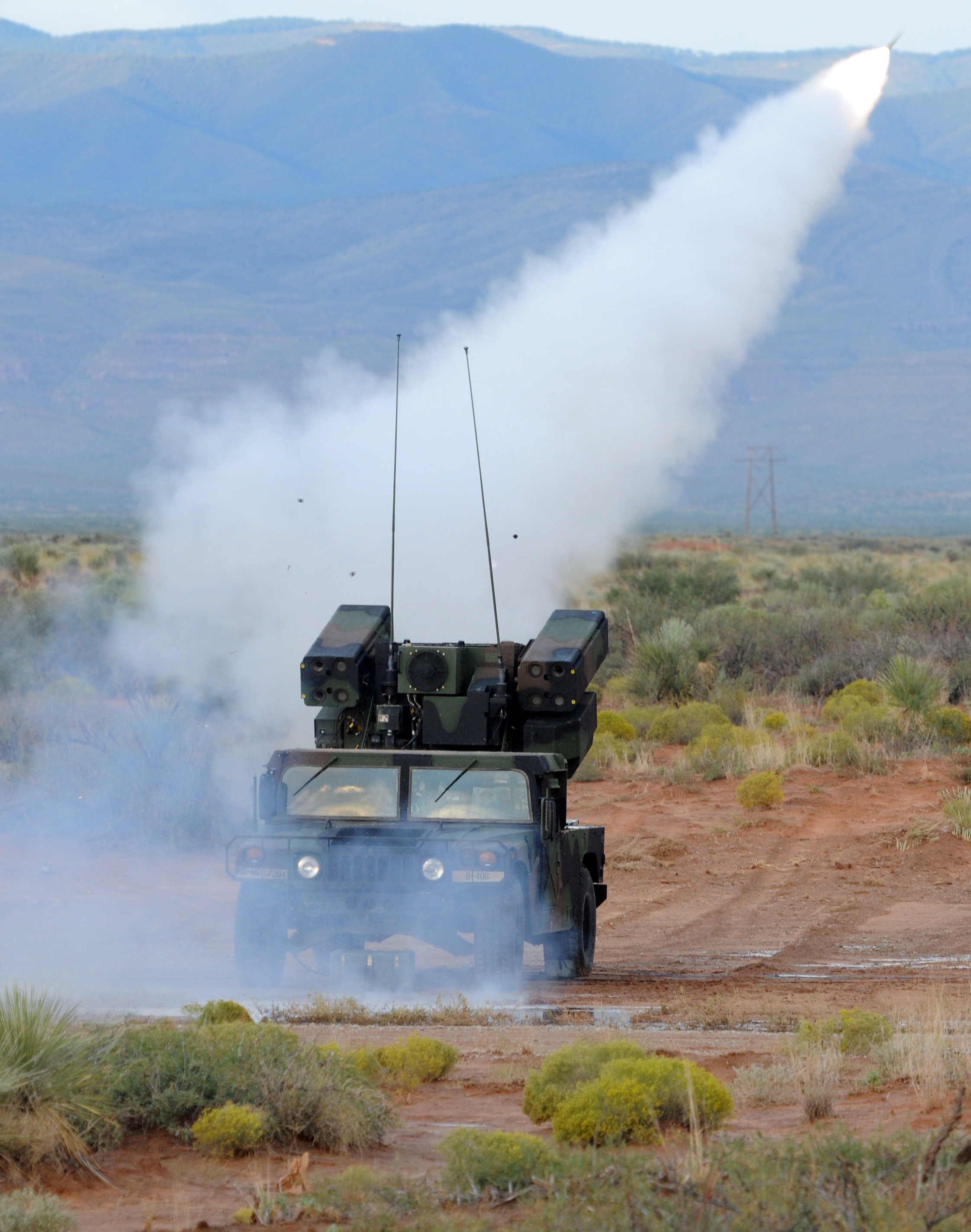
Um AN/TWQ-1 americano durante uma demonstração de tiro.
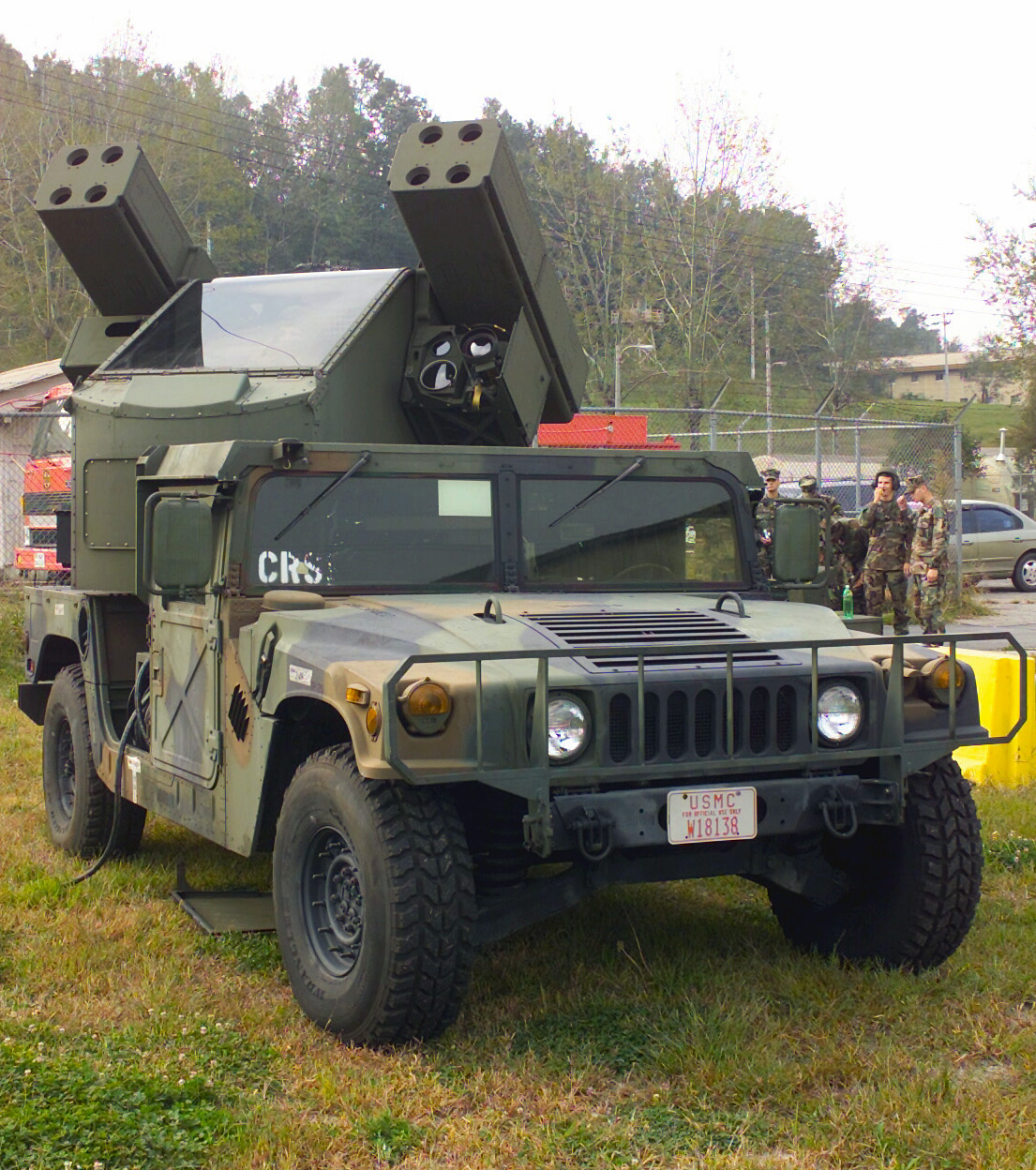
A variante M1097 Avenger do corpo de fuzileiros navais dos Estados Unidos.
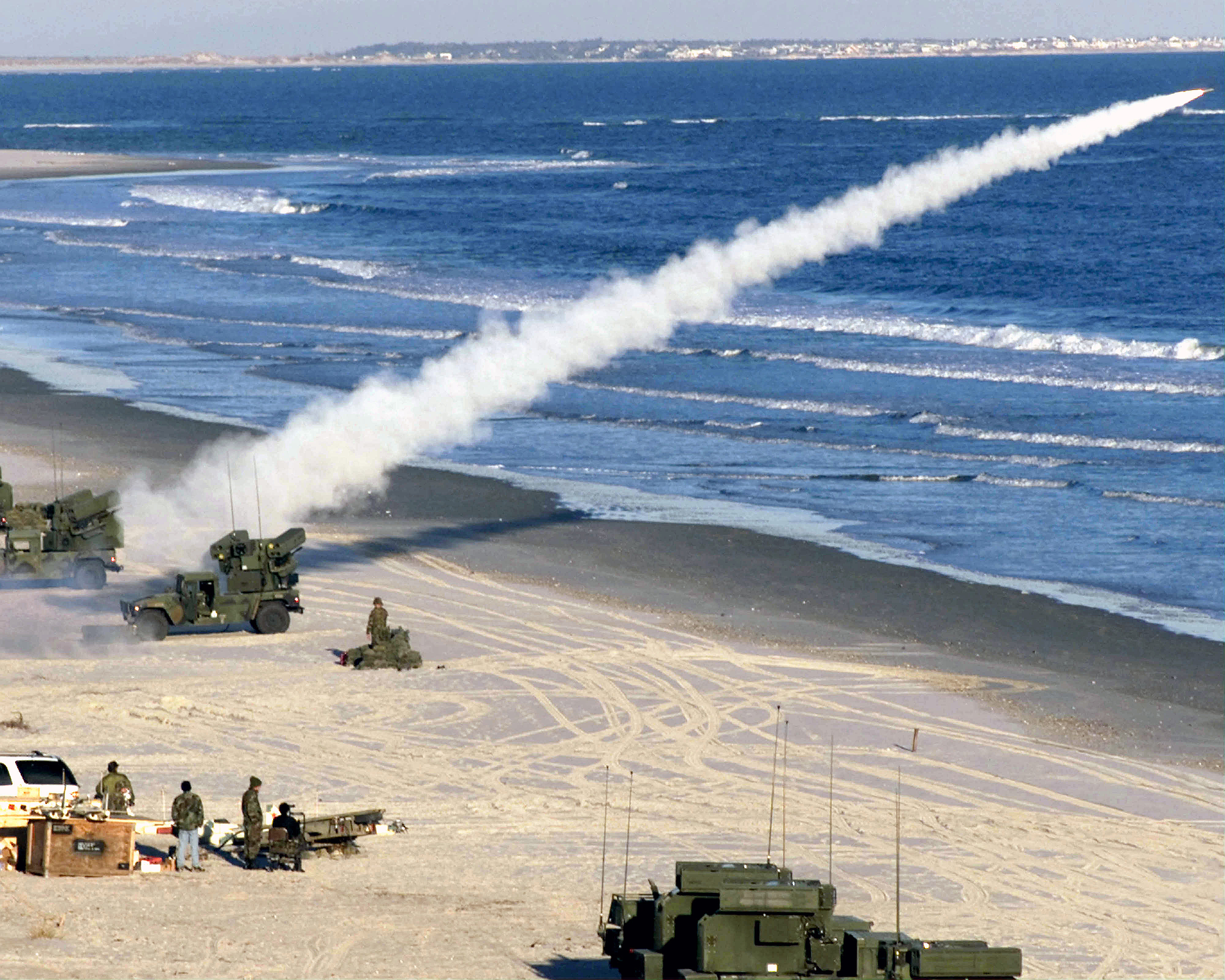
Um sistema Avenger disparando um míssil Stinger.